# 영혼의 줄리에타
《영혼의 줄리에타》(이탈리아어: Giulietta degli spiriti)는 1965년 개봉한 드라마 영화다. 페데리코 펠리니가 감독했으며, 그의 아내인 줄리에타 마시나가 주연을 맡았다. 기존 흑백 이미지 대신에 컬러를 사용해 주인공의 내면 의식을 섬세하게 그려냈다는 평가를 받는다. 골든 글로브 외국어영화상을 수상하였다.

## 줄거리

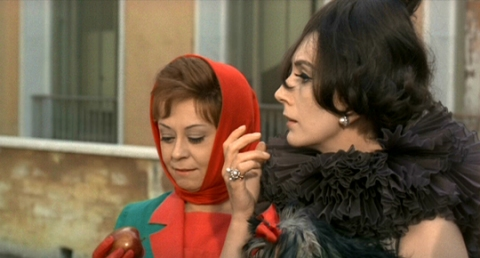
줄리에타 마시나 (왼쪽)와 발렌티나 코르테세 (오른쪽)

상류층 주부 줄리에타 볼드리니는 지루한 일상과 바람피우고 억압적인 남편 조르조를 극복하기 위해 매력적인 이웃 수지의 특이한 생활방식을 탐험하고, 꿈과 환상, 공상을 통해 자신을 탐색한다. 욕망(과 내면의 악마)을 파고들면서 그녀는 점차 더 큰 자아 인식을 얻게 되고, 이는 독립으로 이어진다. 하지만 마시나(펠리니의 아내)에 따르면 결말의 의미는 논쟁의 여지가 있다.

## 출연

### 주연
- 줄리에타 마시나
- 산드라 밀로

### 조연
- 마리오 피수
- 발렌티나 코르테스
- 발레스카 거트
- 호세 루이스 드 빌라롱가
- 프레드릭 폰 리드버
- 카테리나 보라토
- 루 길버트
- 루이자 델라 노크
- 실바나 자치노
- 밀레나 버코틱
- 프레드 윌리엄스
- 대니 파리스
- 앤 프란신
- 실바 코시나
- 엘레나 폰드라
- 조지 아디슨
- 알베르토 케베니니
- 미셀리미셀리 피카디

## 기타
- 미술: 지안티토 버치엘라로
- 미술: 루시아노 리체리
- 미술: E. 벤나지 태글리에티
- 의상: 피에로 게라르디